# Bambi's Dilemma
Albums de Melt-Banana
13 Hedgehogs
(2005)
Bambi's Dilemma est le sixième album studio de Melt-Banana, sorti le 24 avril 2007 sur le label A-Zap. Le nom de l'album fait référence à Bambi, un faon de fiction popularisé par le film de Walt Disney éponyme, et est une allusion à un incident survenu lors d'une tournée aux États-Unis et au cours duquel le guitariste Agata, qui conduisait le van du groupe, a percuté un cerf.
À l'exception de Type: Ecco System, l'album se distingue des productions du groupe depuis l'album Cell-Scape de 2003 par un retour à une musique plus instrumentale, plus explosive et moins électronique,. On y note également un caractère globalement plus mélodieux et une présence plus importante de la voix.

## Liste des titres

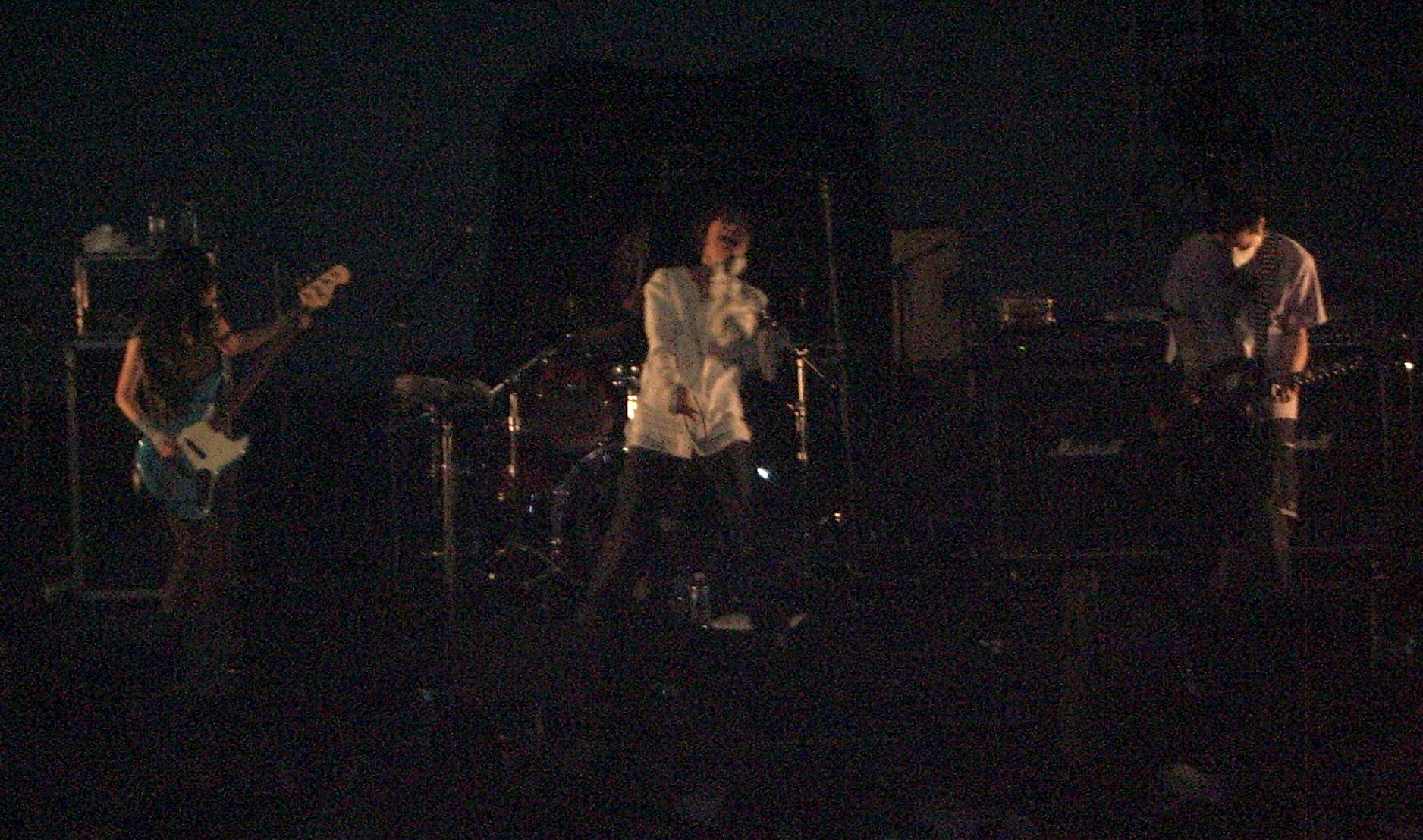
Melt-Banana - Bambi's Dilemma Tour (2008)

1. Spider Snipe
2. Blank Page of the Blind
3. Cracked Plaster Cast
4. Heiwaboke Crisis
5. Cat Brain Land
6. Plasma Gate Quest
7. Type: Ecco System
8. The Call of the Vague
9. Green Eyed Devil
10. Crow's Paint Brush (Color Repair)
11. T For Tone
12. Slide Down
13. Lock the Head
14. One Drop, One Life
15. In Store
16. Dog Song
17. Chain Keeper
18. Last Target On the Last Day